# Дрожжи

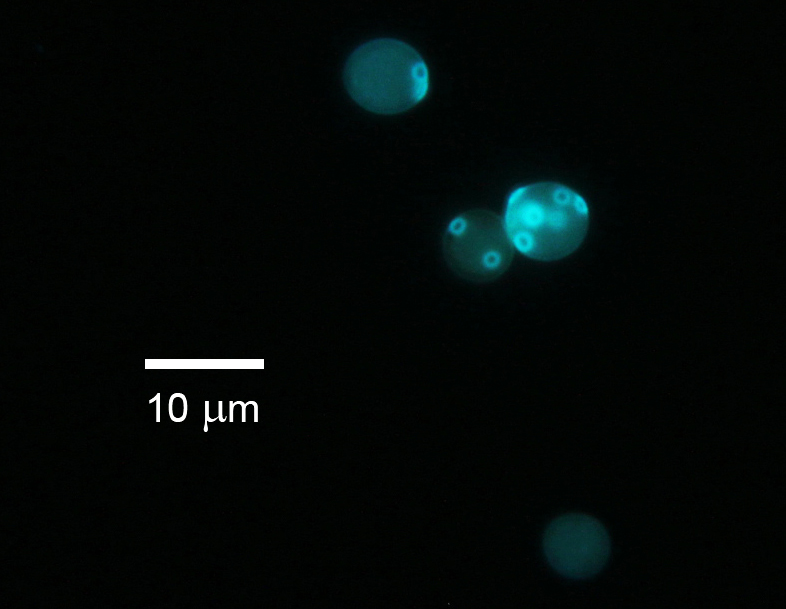
Клетки пекарских дрожжей, флуоресцентная микроскопия. Краситель — калькофлюор белый

Дро́жжи — внетаксономическая группа одноклеточных грибов, утративших мицелиальное строение в связи с переходом к обитанию в жидких и полужидких, богатых органическими веществами субстратах. Объединяет около 1500 видов, относящихся к отделам Ascomycota и иногда Basidiomycota.

## Общие сведения
Границы группы очерчены нечётко: многие грибы, способные размножаться вегетативно в одноклеточной форме и идентифицируемые поэтому как дрожжи, на других стадиях жизненного цикла образуют развитый мицелий, а в ряде случаев и макроскопические плодовые тела. До появления методов молекулярного анализа такие грибы выделяли в особую группу дрожжеподобных, но сейчас их обычно рассматривают вместе с дрожжами. Исследования 18S рРНК показали близкое родство с типичными дрожжами видов, способных к росту только в виде мицелия.
Типичные размеры дрожжевых клеток составляют 3—7 мкм в диаметре, а некоторые виды способны вырастать до 40 мкм.
Дрожжи имеют большое практическое значение, особенно пекарские или пивные дрожжи (Saccharomyces cerevisiae). Некоторые виды являются факультативными и условными патогенами. К настоящему времени полностью расшифрован геном дрожжей Saccharomyces cerevisiae (они стали первыми эукариотами, чей геном был полностью секвенирован) и Schizosaccharomyces pombe.

## Название
Дрожжи на Руси назывались «бродильные грибки». Слово «дрожжи» имеет корень «дрож-», который восходит к праславянскому *droždži, производному от звукоподражательного глагола *drozgati «давить», «месить». Именно слово «дрожь» (от «дрожать») точно характеризует процессы, происходящие при брожении посредством дрожжей. Английское слово «yeast» (дрожжи) происходит от староанглийского «gist», «gyst», что означает «пена», «кипеть», «выделять газ».

## История изучения
Дрожжи, вероятно, одни из наиболее древних «домашних организмов». Люди использовали их для ферментации и выпечки. Археологи нашли среди руин древнеегипетских городов жернова и пекарни, а также изображение пекарей и пивоваров. Предполагается, что пиво египтяне начали варить за 6000 лет до н. э., а к 1200 году до н. э. овладели технологией выпечки дрожжевого хлеба наряду с выпечкой пресного. Для начала сбраживания нового субстрата люди использовали остатки старого. В результате в различных хозяйствах столетиями происходила селекция дрожжей и сформировались новые физиологические расы, не встречающиеся в природе, многие из которых даже изначально были описаны как отдельные виды. Эти расы являются такими же продуктами человеческой деятельности, как сорта культурных растений.

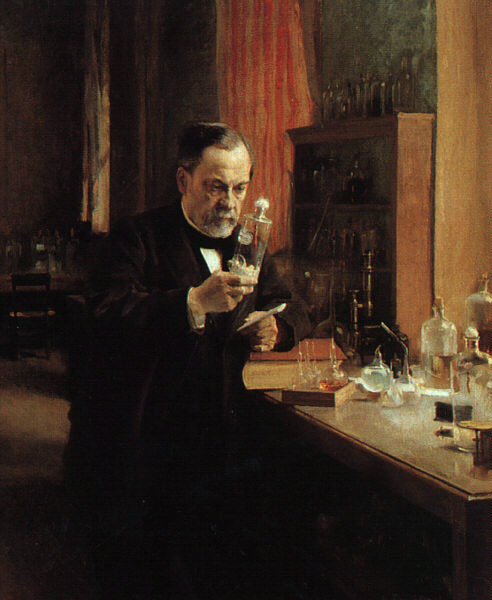
Луи Пастер — учёный, установивший роль дрожжей в спиртовом брожении

В 1680 году голландский натуралист Антони ван Левенгук впервые увидел дрожжи в оптический микроскоп, однако из-за отсутствия движения не распознал в них живые организмы.
В 1838 году французский естествоиспытатель Шарль Каньяр де Ла-Тур экспериментально доказал, что дрожжи — не просто химические вещества, а живые организмы, способные расти и размножаться, причём исходные вещества и продукты реакции являются простыми химическими соединениями. Однако тогда его выводы были отвергнуты выдающимися химиками Й. Берцелиусом, Ю. Либихом и Ф. Вёлером. Окончательно правота выводов Каньяра де Ла-Тура была доказана в 1857 году французским микробиологом Луи Пастером в работе «Mémoire sur la fermentation alcoholique». Пастер неоспоримо доказал, что спиртовое брожение — не просто химическая реакция, как считалось ранее, а биологический процесс, производимый дрожжами.
В 1881 году Эмиль Христиан Хансен, работник лаборатории датской компании Carlsberg, выделил чистую культуру дрожжей, а в 1883 году впервые использовал её для получения пива вместо нестабильных заквасок. В конце XIX века при участии Хансена была создана первая классификация дрожжей. В начале XX века появились определители и коллекции дрожжевых культур. Во второй половине XX века наука о дрожжах (зимология) помимо практических вопросов стала уделять внимание экологии дрожжей в природе, цитологии, генетике.
До середины XX века учёные наблюдали только половой цикл аскомицетных дрожжей и рассматривали их как обособленную таксономическую группу сумчатых грибов (аскомицетов). Японскому микологу Исао Банно в 1969 году удалось индуцировать половой цикл размножения у вида Rhodotorula glutinis, который является базидиомицетом. Современные молекулярно-биологические исследования показали, что дрожжи сформировались независимо среди аскомицетных и базидиомицетных грибов и представляют собой не единый таксон, а скорее жизненную форму.
24 апреля 1996 года было объявлено, что Saccharomyces cerevisiae стал первым эукариотическим организмом, чей геном (12 млн пар оснований) был полностью секвенирован. Секвенирование заняло 7 лет, и в нём принимали участие более 100 лабораторий. Следующим дрожжевым организмом и шестым эукариотом с полностью расшифрованным геномом в 2002 году стал Schizosaccharomyces pombe с 13,8 млн пар оснований.

## Аскомицетные и базидиомицетные дрожжи
Различить дрожжи, принадлежащие к разным отделам грибов, можно как по характеристикам их жизненного цикла, так и без его наблюдения, только по признакам аффинитета. К ним относится:
- синтез каротиноидов (встречается только у базидиомицетных дрожжей);
- тип убихинонов (с 5—7 изопреноидными остатками у аскомицетных и с 8—10 у базидиомицетных, хотя есть исключения);
- тип почкования (см. раздел жизненный цикл);
- содержание ГЦ пар в ДНК (26—48 % у аскомицетных, 44—70 % у базидиомицетных);
- наличие фермента уреазы (характерна за несколькими исключениями только базидиомицетным) и другие.

### Типичное разделение
Аскомицеты:
- Saccharomycotina;
- Taphrinomycotina:
  - Schizosaccharomycetes.

Базидиомицеты:
- Pucciniomycetes:
  - Sporidiales;
- Tremellomycetes:
  - Cryptococcus.

## Особенности метаболизма
Дрожжи являются хемоорганогетеротрофами и используют органические соединения как для получения энергии, так и в качестве источника углерода. Им необходим кислород для дыхания, однако при его отсутствии многие виды способны получать энергию за счёт брожения с выделением спиртов (факультативные анаэробы). В отличие от бактерий, среди дрожжей нет облигатных анаэробов, гибнущих при наличии кислорода в среде. При пропускании воздуха через сбраживаемый субстрат дрожжи прекращают брожение и начинают дышать (поскольку этот процесс эффективнее), потребляя кислород и выделяя углекислый газ. Это ускоряет рост дрожжевых клеток (эффект Пастера). Однако даже при доступе кислорода в случае высокого содержания глюкозы в среде дрожжи начинают её сбраживать (эффект Кребтри).
Дрожжи достаточно требовательны к условиям питания. В анаэробных условиях дрожжи могут использовать в качестве источника энергии только углеводы, причём в основном гексозы и построенные из них олигосахариды. Некоторые виды (Pichia stipitis, Pachysolen tannophilus, Phaffia rhodozyma) усваивают и пентозы, например, ксилозу. Виды Schwanniomyces occidentalis и Saccharomycopsis fibuligera способны сбраживать крахмал, вид Kluyveromyces fragilis — инулин. В аэробных условиях (при наличии кислорода) круг усваиваемых субстратов шире: помимо углеводов усваиваются также жиры, углеводороды, ароматические и одноуглеродные соединения, спирты, органические кислоты. Гораздо больше видов способно использовать пентозы в аэробных условиях. Тем не менее, сложные соединения (лигнин, целлюлоза) для большинства дрожжей (за исключением некоторых видов рода Trichosporon, проявляющих целлюлолитическую активность) недоступны.
Источниками азота для всех дрожжей могут быть соли аммония, примерно половина видов имеет нитратредуктазу и может усваивать нитраты. Пути усвоения мочевины различны у аскомицетовых и базидиомицетовых дрожжей. Аскомицетовые сначала карбоксилируют её, затем гидролизуют, базидиомицетовые — сразу гидролизуют ферментом уреазой.
Для практического применения важны продукты вторичного метаболизма дрожжей, выделяемые в малых количествах в среду: сивушные масла, ацетоин (ацетилметилкарбинол), диацетил, масляный альдегид, изоамиловый спирт, диметилсульфид и др. Именно от них зависят органолептические свойства полученных с помощью дрожжей продуктов.

## Распространение
Места обитания дрожжей связаны преимущественно с субстратами, богатыми сахарами: поверхностями плодов и листьев (где дрожжи питаются прижизненными выделениями растений), нектаром цветов, раневыми соками растений, мёртвой фитомассой и т. д. Дрожжи распространены также в почве (особенно в подстилке и органогенных горизонтах) и природных водах. Дрожжи (роды Candida, Pichia, Ambrosiozyma) постоянно присутствуют в кишечнике и ходах ксилофагов (питающихся древесиной насекомых), богатые дрожжевые сообщества развиваются на листьях, поражённых тлёй. Представители рода Lypomyces являются типичными почвенными обитателями. Дрожжи, усваивающие углеводороды (например, род Candida и другие), обитают на поверхностях парафинизированных стенок сосудов некоторых культур крапивы и хвощей, на поверхности асфальта автозаправочных станций, рядом с месторождениями нефти и промышленными стоками нефтеперерабатывающих заводов, в составе активного ила очистных сооружений.

## Жизненный цикл
Отличительной особенностью дрожжей является способность к вегетативному размножению в одноклеточном состоянии. При сопоставлении с жизненными циклами грибов это выглядит как почкование спор или зиготы. Многие дрожжи также способны к реализации полового жизненного цикла (его тип зависит от аффинитета), в котором могут быть и мицелиальные стадии.
У некоторых дрожжеподобных грибов, образующих мицелий (роды Endomyces, Galactomyces, Arxula, Trichosporon), возможен распад мицелия на клетки (артроспоры). У родов Arxula и Trichosporon артроспоры после образования начинают почковаться. У грибов рода Trichosporon внутри клеток мицелия также образуются вегетативные эндоспоры.

### Циклы аскомицетных дрожжей

Жизненный цикл аскомицетных гапло-диплоидных дрожжей

Наиболее характерным типом вегетативного размножения для одноклеточных аскомицетных дрожжей является почкование, лишь Schizosaccharomyces pombe размножаются не почкованием, а бинарным делением. Место закладки почки является важным диагностическим признаком: полярное почкование за счёт образования шрамов почкования приводит к формированию апикулярных (лимоновидных, Saccharomycodes, Hanseniaspora, Nadsonia) и грушевидных (Schizoblastosporion) клеток; многостороннее же не видоизменяет форму клетки (Saccharomyces, Pichia, Debaryomyces, Candida). У родов Sterigmatomyces, Kurtzmanomyces, Fellomyces почкование происходит на длинных выростах (стеригмах).
Почкование у аскомицетных дрожжей голобластическое: клеточная стенка материнской клетки размягчается, выгибается наружу и даёт начало клеточной стенке дочерней.
Часто, особенно у аскомицетных дрожжей родов Candida и Pichia, клетки после почкования не расходятся и образуют псевдомицелий, отличающийся от истинного отчётливо видными перетяжками на месте септ и более короткими по сравнению с предшествующими конечными клетками.
Гаплоидные аскомицетные дрожжевые клетки имеют два типа спаривания: a и α. Термин «пол» не используется, поскольку клетки морфологически идентичны и различаются только одним генетическим локусом mat (от англ. mating — спаривание). Клетки разных типов могут сливаться и образовывать диплоид a/α, который после мейоза даёт 4 гаплоидных аскоспоры: две a и две α. Вегетативное размножение аскомицетных дрожжей возможно у разных видов либо только на гаплоидной стадии, либо только на диплоидной, либо на обеих (гапло-диплоидные дрожжи).

### Циклы базидиомицетных дрожжей

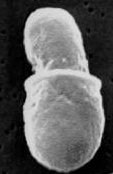
Энтеробластическое почкование у

Почкование базидиомицетных дрожжей энтеробластическое: клеточная стенка материнской клетки разрывается, из разрыва выходит почка и синтезирует свою клеточную стенку с нуля. Деление дрожжевых клеток для базидиомицетов не характерно.
Помимо обычного почкования, многие виды исключительно базидиомицетных дрожжей (роды Sporidiobolus, Sporobolomyces, Bullera) способны образовывать вегетативные баллистоспоры — споры на выросте, наполненном гликогеном. Из-за гидролиза гликогена давление увеличивается, и спора отстреливается на расстояние до нескольких миллиметров. При тесте на образование баллистоспор дрожжи высеваются на пластинку агаризованной питательной среды, закреплённую на крышке чашки Петри. Рост дрожжей на среде под этой пластинкой означает наличие у них баллистоспор и их принадлежность к базидиомицетам.

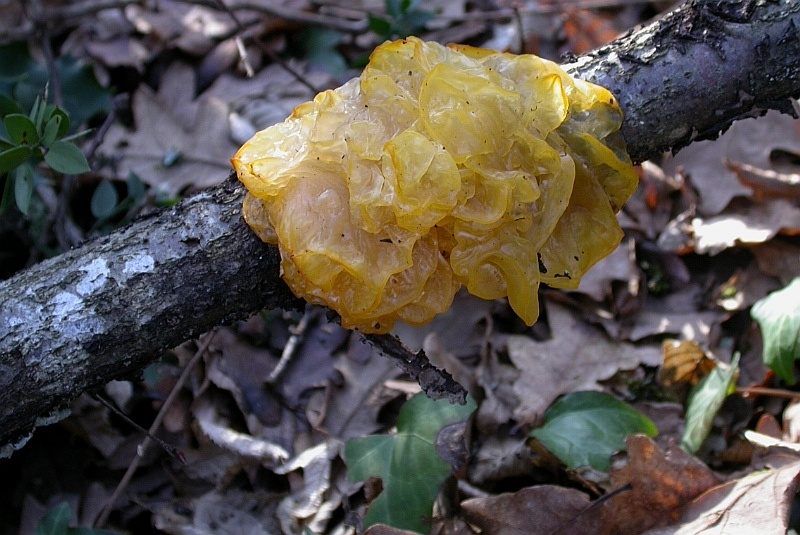
Плодовое тело Tremella mesenterica

При половом размножении у базидиомицетов при слиянии гаплоидных дрожжевых клеток (плазмогамия) слияния ядер (кариогамия) не происходит; и формируется дикариотическая клетка, дающая начало мицелию. Уже на мицелии происходит кариогамия и образуются базидиоспоры, часто даже на плодовом теле (порядок Tremellales). Единственными дрожжами среди базидиомицетов, не образующими мицелия даже при половом цикле размножения, являются Xanthophyllomyces dendrorhus.
У базидиомицетовых дрожжей типы спаривания различаются обычно не одним, а большим количеством локусов. Могут сливаться только те клетки, у которых все эти локусы различны, то есть количество типов спаривания больше двух.

## Типы спаривания

Расположение неактивных локусов HML и HMR и активного mat на хромосоме III

При половом размножении дрожжей сливаться могут не любые 2 клетки, а только гаплоидные клетки разных типов спаривания. Существуют два типа таких клеток, которые различаются между собой по одному генетическому локусу, обозначаемому mat (от англ. mating). Локус может находиться в одном из двух аллельных состояний: mat a и mat α. Mat a клетки синтезируют половые гормоны, которые дают сигнал α-клеткам. α-клетки отвечают a-клеткам, активируя мембранные рецепторы, которые воспринимают только феромоны от клетки противоположенного типа спаривания. Поэтому слияние двух одинаковых клеток невозможно.
После слияния образуется диплоидная клетка с генотипом a/α, которой необходимо стать бесполой, чтобы больше не сливаться, и затем осуществить мейоз. Клетка этого добивается следующим образом. Ген mat а кодирует белок a1, который выполняет две функции:
- подавляет считывание мРНК для белка α1 с гена mat α (поэтому фенотип α не развивается (не синтезируются α-феромоны));
- не мешает синтезу белка α2 (который репрессирует a-специфичные гены, в результате чего фенотип a тоже не развивается).

Белки a1 и α2 вместе активируют α/a-специфичные гены, которые необходимы для осуществления мейоза.
Дрожжи могут изменять свой тип спаривания с помощью рекомбинации ДНК. Это изменение у клеток происходит с частотой примерно 10-6 на клетку. Кроме локуса mat, в клетке ещё имеется по копии генов mat а и mat α: соответственно HMR (англ. hidden mat right) и HML (англ. hidden mat left). Но эти локусы находятся в молчащем состоянии. Клетка заменяет работающий локус mat на копию. При этом копия снимается с того локуса, который находится в противоположенном аллельном состоянии. За этот процесс отвечает ген НО. Этот ген активен только в гаплоидном состоянии. Ген НО кодирует эндонуклеазы, которые разрезают ДНК в локусе mat. Затем экзонуклеазы убирают участок mat, и на его место встаёт копия HMR или HML.

## Применение
Некоторые виды дрожжей с давних пор используются человеком при приготовлении хлеба, пива, вина, кваса и др. В сочетании с перегонкой процессы брожения лежат в основе производства крепких спиртных напитков. Полезные физиологические свойства дрожжей позволяют использовать их в биотехнологии. В настоящее время их применяют в производстве ксилита, ферментов, пищевых добавок, для очистки от нефтяных загрязнений.
Также дрожжи широко используются в науке в качестве модельных организмов для генетических исследований и в молекулярной биологии. Пекарские дрожжи были первыми из эукариот, у которых была полностью определена последовательность геномной ДНК. Важным направлением исследований является изучение прионов у дрожжей.

### Традиционные процессы

#### Хлебопечение

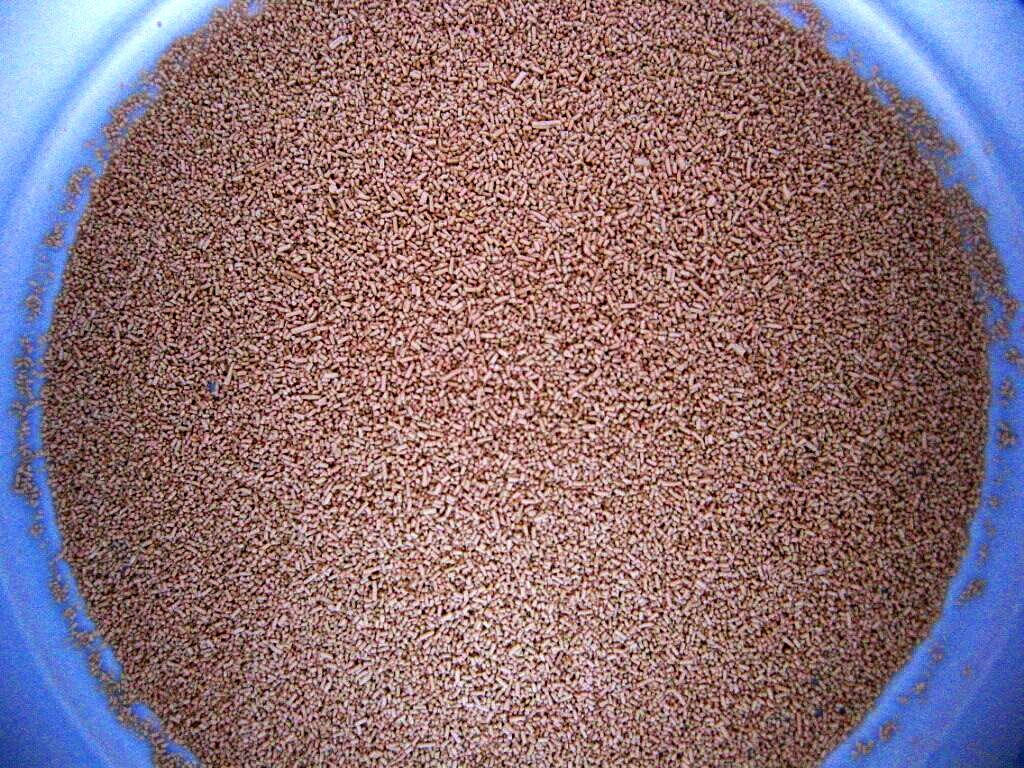
Гранулированные сухие активные дрожжи — коммерческий продукт для хлебопечения

Приготовление печёного дрожжевого хлеба — одна из древнейших технологий. В этом процессе используется преимущественно Saccharomyces cerevisiae. Эти дрожжи проводят спиртовое брожение с образованием множества вторичных метаболитов, обуславливающие вкусовые и ароматические качества хлеба. Спирт испаряется при выпечке. Кроме того, в тесте формируются пузыри углекислого газа, заставляющие тесто «подниматься» и после выпечки придающие хлебу губчатую структуру и мягкость. Аналогичный эффект вызывает внесение в тесто соды и кислоты (обычно лимонной), но в этом случае вкус и аромат хлеба уступает таковому, приготовленному с использованием дрожжей.
На вкус и аромат хлеба влияют не только качество сырья, использованного для выпечки хлеба, но и характеристика ферментативных и термальных процессов, — так, редуцирующие сахара, образующиеся под действием амилаз, являются как субстратом для брожения, при этом продуктами являются и в том числе низколетучие ароматические вещества, так и образующимися при поджаривании за счёт неферментативной реакции с аминокислотами ароматическими веществами, также большое значение имеют протеазы и липооксигеназы.

#### Виноделие

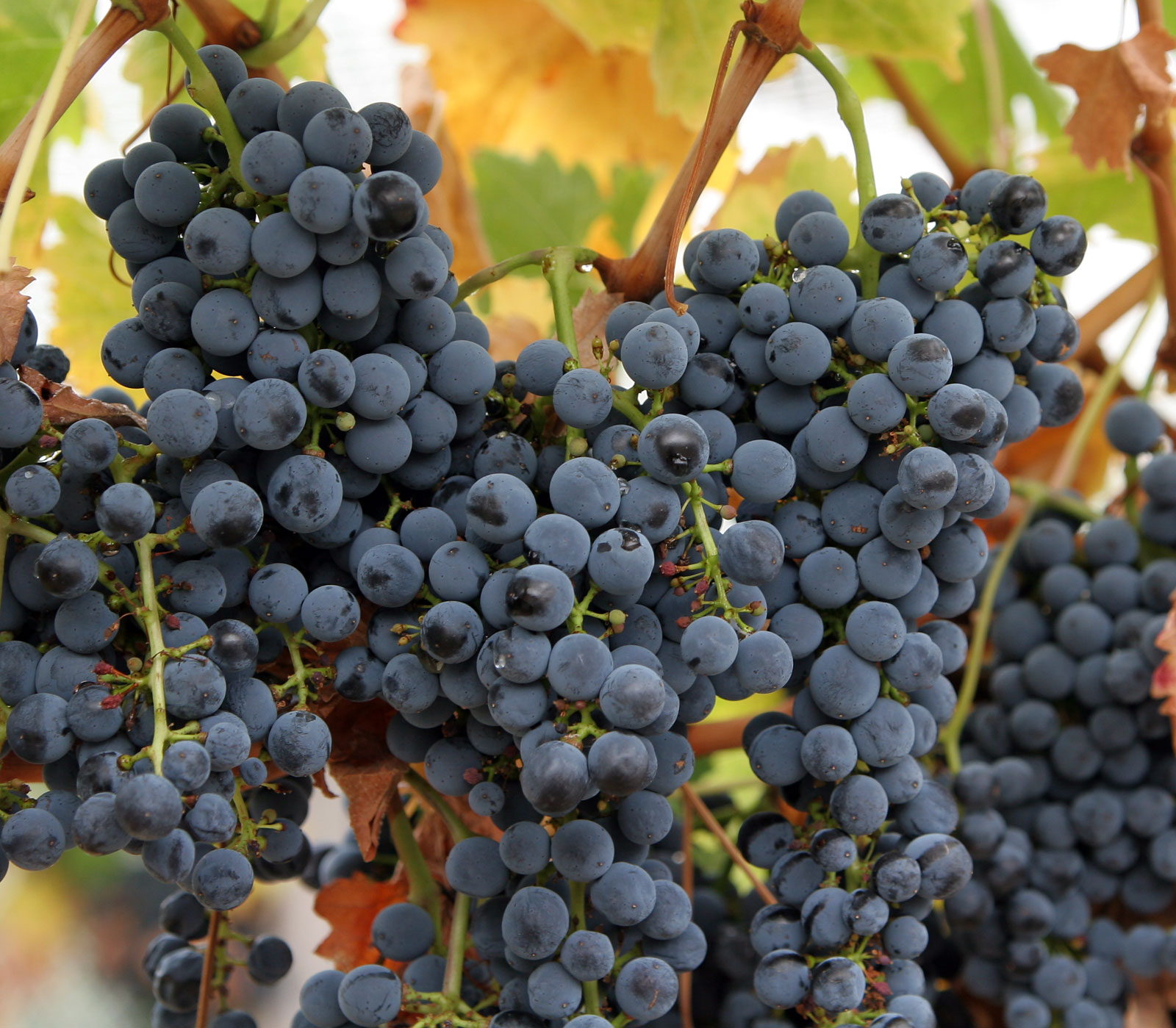
Ягоды винограда c восковым налётом, в среде которого есть «дикие дрожжи»

Дрожжи в естественных условиях присутствуют на поверхности плодов винограда; часто они заметны как светлый налёт на ягодах, образованный преимущественно Hanseniaspora uvarum. 
«Настоящими» винными дрожжами принято считать вид Saccharomyces cerevisiae, который в природе встречается лишь на 1 ягоде винограда из 1000. Спонтанное сбраживание обычно индуцируется Pichia terricola, Metschnikowia pulcherrima и Hanseniaspora uvarum, которые постепенно замещают более сильные ферментативно виды Lachancea thermotolerans и Torulaspora delbrueckii, а Saccharomyces cerevisiae заканчивает сбраживание. S. cerevisiae отличается значительно более высокой этанолоустойчивостью по сравнению с другими. Это в большинстве случаев приводит к тому, что именно она и выигрывает конкуренцию и подавляет остальные виды в процессе брожения вина.
Виноград собирают и давят — получается сок (муст, виноградное сусло), содержащий 10—25 % сахара. При производстве белых вин из муста отделяют смесь косточек и кожуры (мезгу). При производстве красных вин смесь косточек и кожуры не удаляют. Затем в результате брожения сахара́ превращаются в спирт этанол. Вторичные метаболиты дрожжей, а также соединения, полученные из них при созревании вина, определяют его аромат и вкус, также большое значение в дозревании уже перебродившего вина и придании ему аромата имеют молочнокислые бактерии, например Oenococcus oeni. 
Для получения ряда вин (например, шампанского) вторично сбраживают уже перебродившее вино.
Прекращение брожения связано либо с исчерпанием запасов сахаров (сухое вино), либо с достижением порога токсичности этанола для дрожжей. Хересные дрожжи Saccharomyces beticus, в отличие от обычных дрожжей (которые погибают, когда концентрации спирта в растворе достигает 12 %), более устойчивы. Первоначально хересные дрожжи были известны только на юге Испании (в Андалусии), где благодаря их свойствам получали крепкое вино — херес (до 24 об., при длительной выдержке). Со временем хересные дрожжи были также обнаружены в Армении, Грузии, Крыму и др.. 
Хересные дрожжи также используют при производстве некоторых крепких сортов пива.

#### Пивоварение и квасоварение

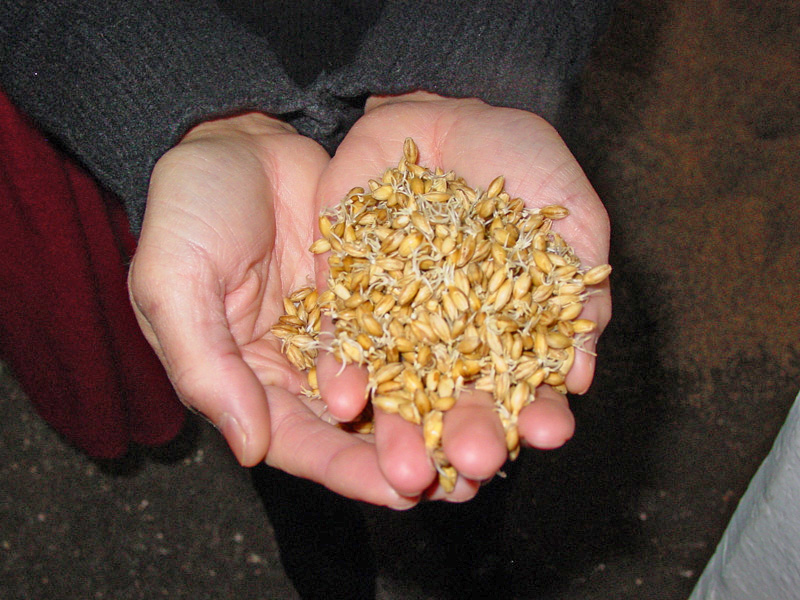
Ячменный солод

В пивоварении в качестве сырья используется зерно (чаще всего ячмень), содержащее много крахмала, но мало сбраживаемых дрожжами сахаров. Поэтому перед брожением крахмал гидролизуют. Для этого используются ферменты амилазы, образуемые самим зерном при прорастании. Пророщенный ячмень носит название солод. Солод размалывают, смешивают с водой и варят, получая сусло, которое впоследствии сбраживается дрожжами. Различают пивные дрожжи низового и верхового брожения (эту классификацию ввёл датчанин Эмиль Хансен).
Дрожжи верхового брожения (например, Saccharomyces cerevisiae) формируют «шапку» на поверхности сусла, предпочитают температуры 14—25 °C (поэтому верховое брожение также называется тёплым) и выдерживают более высокие концентрации спирта. Дрожжи низового (холодного) брожения (Saccharomyces uvarum, Saccharomyces carlsbergensis) имеют оптимум развития при 6—10 °C и оседают на дно ферментёра.
При создании пшеничного пива часто используется Torulaspora delbrueckii. При изготовлении ламбика применяются случайно попавшие в ферментёр дрожжи, обычно они принадлежат к роду Brettanomyces.
Квас производится по аналогичной схеме, однако помимо ячменного широко применяется ржаной солод. К нему добавляется мука и сахар, после чего смесь заливается водой и варится с образованием сусла. Важнейшим отличием квасоварения от производства пива является использование при сбраживании сусла, помимо дрожжей, молочнокислых бактерий.

### Использование дрожжей в современной биотехнологии

#### Промышленное производство спирта
Спиртовое брожение — процесс, приводящий к образованию этанола (CH3CH2OH) из водных растворов углеводов (сахаров), под действием некоторых видов дрожжей (см. ферментация) как вид метаболизма.
В биотехнологии для производства спирта используют сахарный тростник, фуражную кукурузу и другие дешёвые источники углеводов. Для получения сбраживаемых моно- и олигосахаридов они разрушаются серной кислотой или ферментами амилазами грибного происхождения. Затем проводится сбраживание и ректификационная перегонка спирта до стандартной концентрации около 96 % об. Дрожжи рода Saccharomyces были генетически модифицированы для сбраживания ксилозы — одного из основных мономеров гемицеллюлозы, что позволяет повысить выход этанола при использовании растительного сырья, содержащего наряду с целлюлозой и значительные количества гемицеллюлоз. Всё это может снизить цену и улучшить положение этанола в конкурентной борьбе с углеводородным топливом.

#### Пищевые и кормовые дрожжи
Дрожжи богаты белками. Содержание белков в дрожжах может доходить до 66 %, при этом 10 % массы приходится на незаменимые аминокислоты. Дрожжевая биомасса может быть получена на отходах сельского хозяйства, гидролизатах древесины. Выход дрожжевой массы не зависит от климатических и погодных условий, поэтому её использование чрезвычайно выгодно для обогащения белками пищи человека и кормов сельскохозяйственных животных. Добавление дрожжей в колбасы началось ещё в 1910-е годы в Германии; в 1930-е кормовые дрожжи начали производить в СССР, где эта отрасль особенно развилась во второй половине XX века.
Тем не менее на Западе сейчас производятся и продаются различные продукты на основе дрожжевых экстрактов: Vegemite, Marmite, Cenovis и др. Существуют подобные производства и в России, но их объёмы невелики. Для получения экстрактов используются либо автолизаты дрожжей (клетки разрушаются и белок становится доступным благодаря ферментам самих клеток), либо их гидролизаты (разрушение специальными веществами). Они применяются как пищевые добавки и для придания блюдам вкусовых качеств; кроме того, существуют косметические средства на основе дрожжевых экстрактов.
Продаются также дезактивированные (убитые тепловой обработкой), но не разрушенные пищевые дрожжи, особенно популярные у веганов из-за высокого содержания белка и витаминов (особенно группы B), а также малого количества жиров. Некоторые из них обогащены витамином B12 бактериального происхождения.

#### Применение в медицине
- Высушенные пивные дрожжи используют для производства лекарственных препаратов и БАДов.
- Длительное время выпускался препарат гефефитин, применявшийся как общеукрепляющее лекарственное средство.
- Жидкие пивные дрожжи традиционно прописывались лицам с аллергическими заболеваниями.
- Существует ряд препаратов на основе Saccharomyces boulardii, поддерживающих и восстанавливающих флору желудочно-кишечного тракта. Показано, что S. boulardii снимает симптомы острой диареи у детей[63][64], предотвращает реинфекцию Clostridium difficile[65], снижает частоту сокращений мускулатуры кишечника у больных синдромом раздражённого кишечника[66], снижает риск возникновения различных видов диареи[67][68][69].

#### Применение в качестве модельного объекта
Многие данные по цитологии, биохимии и генетике эукариот были впервые получены на дрожжах рода Saccharomyces. Особенно это положение касается биогенеза митохондрий: дрожжи оказались одними из немногих организмов, способных существовать только за счёт гликолиза и не гибнущих в результате мутаций в геноме митохондрий, препятствующем их нормальному развитию. Для генетических исследований важен короткий жизненный цикл дрожжей и возможность быстрого получения большого числа их особей и поколений, что позволяет изучать даже очень редкие явления.
В настоящее время интенсивно ведётся изучение прионов дрожжей, поскольку те близки по строению к открытым ранее прионам млекопитающих, однако абсолютно безопасны для человека; их также существенно проще исследовать.

#### Чайный гриб

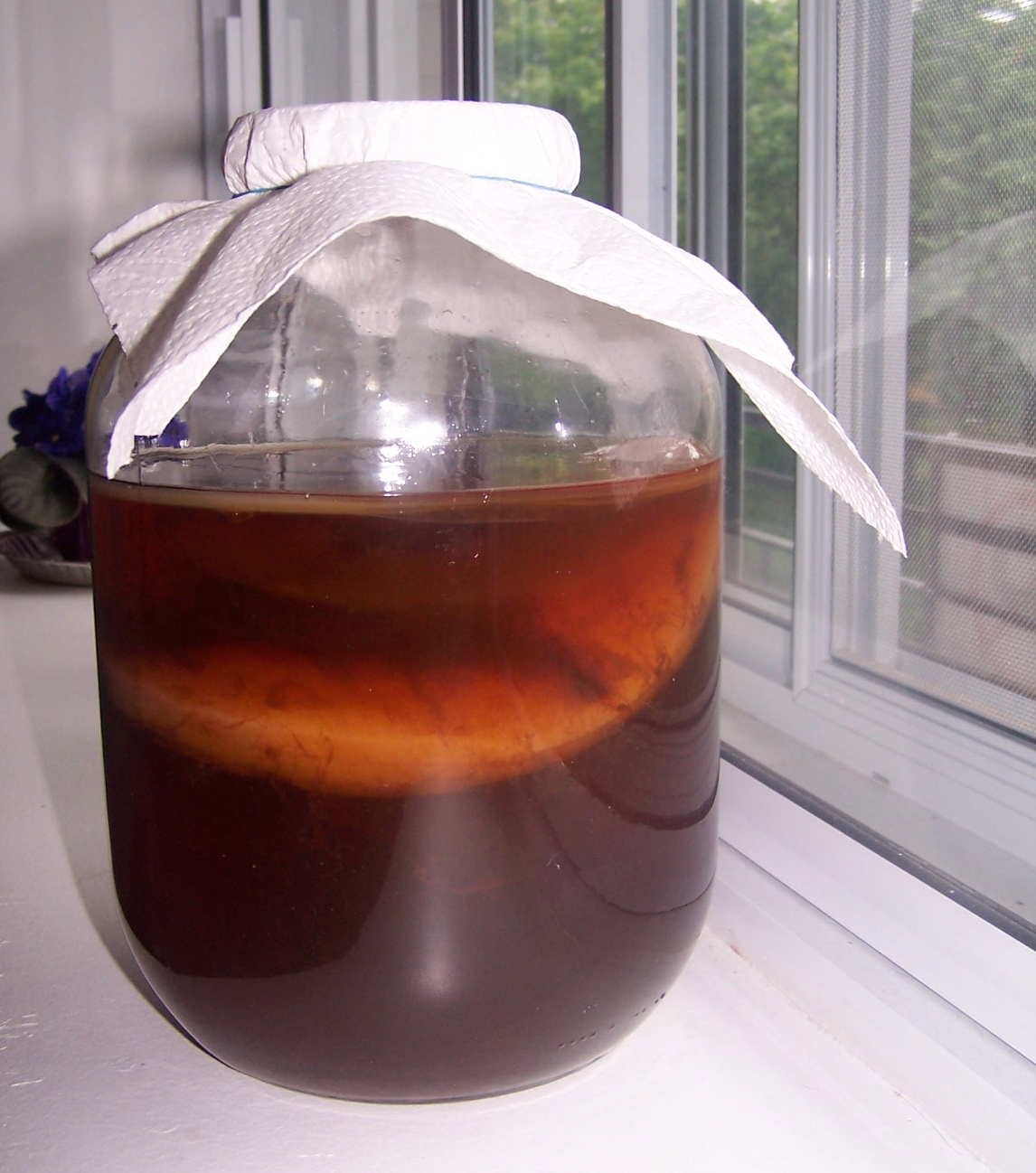
Чайный гриб в банке

Чайный гриб является ассоциацией дрожжей и уксуснокислых бактерий, относящихся к роду Zoogloea (зооглея). Наиболее часто наблюдались ассоциации дрожжей Brettanomyces bruxellensis, Candida stellata, Schizosaccharomyces pombe, Torulaspora delbrueckii, Zygosaccharomyces bailii и других, с рядом штаммов семейства Acetobacteraceae. Его использование в Российской империи началось в 1900-е годы; видимо, он был завезён после русско-японской войны.
В 50-е годы XX века в СССР активно исследовали различные природные вещества для их медицинского использования. В брошюре «Чайный гриб и его лечебные свойства» (Г. Ф. Барбанчик, 1954 год) отмечены антимикробные и противоатеросклеротические свойства зооглеи чайного гриба и его культуральной жидкости.

### Коммерческие продукты, продаваемые под названием «сухие дрожжи»
В состав продукта, продаваемого под названием «сухие дрожжи», входят не только клетки микроорганизмов, но и минеральные добавки, некоторые ферменты.

## Дрожжи как фактор порчи пищевых продуктов
Дрожжи способны расти на средах с низкими pH (5,5 и даже ниже), особенно в присутствии углеводов, органических кислот и других легко утилизируемых источников органического углерода. Они хорошо развиваются при температурах 5—10 °C, когда мицелиальные грибы уже неспособны к росту.
В процессе жизнедеятельности дрожжи метаболизируют компоненты пищевых продуктов, образуя собственные специфические конечные продукты метаболизма. При этом физические, химические и, как следствие, органолептические свойства продуктов изменяются — продукт «портится». Разрастания дрожжей на продуктах нередко видны невооружённым глазом как поверхностный налёт (например, на сыре или на мясных продуктах) или проявляют себя, запуская бродильный процесс (в соках, сиропах и даже в достаточно жидком варенье).
Дрожжи рода Zygosaccharomyces уже долгое время являются одними из важнейших агентов порчи продукции пищевой промышленности. Особенно затрудняет борьбу с ними тот факт, что они могут расти в присутствии высоких концентраций сахарозы, этанола, уксусной кислоты, бензойной кислоты и диоксида серы, являющихся важнейшими консервантами.

## Патогенные дрожжи

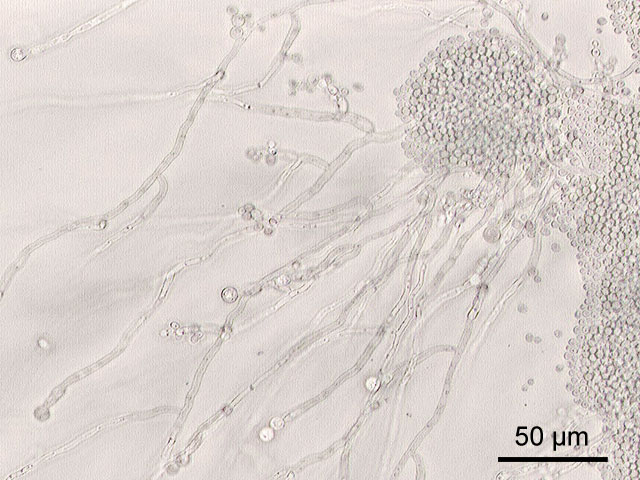
Candida albicans, образующая скопления дрожжевых клеток и псевдомицелий

Некоторые виды дрожжей являются факультативными и условными патогенами, вызывая заболевания у людей с ослабленной иммунной системой.
Дрожжи рода Candida являются компонентами нормальной микрофлоры человека, однако при общем ослаблении организма травмами, ожогами, хирургическим вмешательством, общими заболеваниями из ряда онкологии, венерическими заболеваниями, диабетом, длительном применении антибиотиков, в раннем детском возрасте и в старости и т. д. грибы рода Candida могут массово развиваться, вызывая заболевание кандидоз (молочница). Существуют различные штаммы этого гриба, в том числе достаточно опасные. В нормальных условиях в человеческом организме дрожжи рода Candida ограничиваются в своём развитии естественным бактериальным микробиомом человека (лактобактерии и пр.), но при развитии патологического процесса многие из них образуют высокопатогенные сообщества с бактериями.
Cryptococcus neoformans вызывает криптококкоз, особенно опасный для ВИЧ-инфицированных людей: среди них заболеваемость криптококкозом достигает 7—8 % в США и 3—6 % в Западной Европе. Клетки C. neoformans окружены прочной полисахаридной капсулой, которая препятствует их распознаванию и уничтожению лейкоцитами. Дрожжи этого вида наиболее часто обнаруживаются в помёте птиц, при том что сами птицы не болеют.
Род Malassezia включает облигатных симбионтов теплокровных животных и человека, не встречающихся нигде, кроме их кожных покровов. При нарушениях иммунитета вызывают питириаз (пёстрый лишай), фолликулит и себорейный дерматит. У здоровых людей при нормальном функционировании сальных желез Malassezia никак себя не проявляют и даже играют положительную роль, препятствуя развитию более опасных патогенов.